# Новошешминск
Новошешми́нск (тат. Яңа Чишмә)— село в Республике Татарстан. Административный центр Новошешминского района и Новошешминского сельского поселения.

## География
Расположено на реке Шешма в 50 км к юго-востоку от Чистополя и в 155 км к юго-востоку от Казани (197 км по автодорогам).

## История
Первое поселение в Новошешминске появилось в 1610 году.
В 1652 году здесь была построена военная крепость (Новошешминский острог) на Закамской засечной черте, около которой со временем появлялись слободы (Петропавловская, Екатерининская и др.). В официальных документах 2-й половины 17 в. Новошешминск именуется городком, с 1708 г. — пригородом Казанской губернии.
Первыми поселенцами были 100 стрельцов с семьями, переведённых из Шешминского острога (с. Старошешминск), а также 50 гос. крестьян из с. Мысовые Челны (ныне в составе г. Набережные Челны). В Новошешминске нес службу отряд Красного знамени численностью 127 человек под руководством поручика Степана Пузикова и хорунжего Марлона Сверкуна. После смерти Петра I (1725) в район Новошешминска перевели новые отряды гвардейцев. Их разместили в Петропавловской и Екатерининской слободе, которые сохранились до наших дней.
Во 2-й пол. XVII — 1-й пол. XVIII вв неоднократно подвергался нападениям ногайцев, башкир и киргиз-кайсаков. В 1717 крепость была взята и сожжена отрядами казахского хана Младшего жуза Абулхаира.
В годы Гражданской войны Новошешминск пострадал в ходе подавления «Вилочного» мятежа 1920 года.
До 1920 — в составе Чистопольского уезда Казанской губернии, позднее в составе Чистопольского кантона ТАССР.
С 10.08.1930 — центр Новошешминского р-на, с 01.02.1963 — в составе Чистопольского р-на, 26.04.1983 — восстановлен в качестве райцентра.

## Население
| 1959  | 1989  | 2002  | 2010  | 2012  | 2013  | 2014  |
| ----- | ----- | ----- | ----- | ----- | ----- | ----- |
| 2439  | ↗3478 | ↗4576 | ↘4561 | ↗4565 | ↗4578 | ↘4572 |
| 2015  | 2016  | 2017  | 2021  |       |       |       |
| ↗4593 | ↗4606 | ↘4594 | ↗4982 |       |       |       |